# Helga Bengtsdotter (vingad pil)
Helga Bengtsdotter, död 1393, var en svensk jordägare. Hon var dotter till Bengt Elofsson (vingad pil). Hon var först gift med tiohäradslagmannen Sune Jonsson (Båt), av Erengisle Sunessons ätt. Änka åtminstone sedan 12 oktober 1339.  
Helga Bengtsdotter fick av Sune Jonsson jord i morgongåva i Aska härad i Östergötland, vilken hon, då äktenskapet var barnlöst, donerade till Vadstena kloster och fick efter honom jord i Östra härad i Småland samt ägde i övrigt jord i Södra Vedbo härad och Västra härad i samma landskap, samt i Aska, Dals och Valkebo härad i Östergötland. 
Donationsbrevet beseglades av utfärdaren samt av riddarna jarl Erengisle Sunesson, Karl Ulfsson av Tofta, lagman i Uppland, Bengt Filipsson, Birger Ulfsson och Sten Bengtsson.
Andra gången gift 1350 med Magnus Knutsson (Aspenäsätten).
Hon begravdes 8 januari 1393 i Vadstena kloster.